# Ribare (miasto Kruševac)
Ribare (cyr. Рибаре) – wieś w Serbii, w okręgu rasińskim, w mieście Kruševac. W 2011 roku liczyła 613 mieszkańców.